# Ернст Гот
Ернст Гот (нім. Ernst Goth; 28 липня 1897, Інгольштадт — січень 1986) — німецький офіцер, оберст (полковник) (1 січня 1942). Кавалер Німецького хреста в сріблі.

## Біографія
Учасник Першої світової війни.
З 30 червня 1943 року — командир 866-го гренадерського полку.
З 9 листопада 1943 року — в резерві ОКГ.
З 15 листопада 1943 року — командир 916-го гренадерського полку.
З 5 вересня 1944 року — в резерві ОКГ.
З 10 листопада 1944 року — командир 502-го гренадерського полку.
З 10 січня 1945 року — в резерві ОКГ.
З 26 лютого 1945 року — командир 766-го гренадерського полку.

## Нагороди

### Перша світова війна
- Залізний хрест 2-го класу (29 вересня 1917)

### Міжвоєнний період
- Почесний хрест ветерана війни з мечами
- Німецький Олімпійський знак 2-го класу
- Медаль «За вислугу років у Вермахті» 4-го і 3-го класу (12 років)

### Друга світова війна
- Застібка до Залізного хреста 2-го класу (17 червня 1940) — як оберст-лейтенант (підполковник) генштабу.
- Орден Заслуг (Угорщина), командорський хрест (11 вересня 1941)
- Хрест Воєнних заслуг 2-го і 1-го класу (2 жовтня 1941) — як оберст-лейтенант (підполковник) генштабу; отримав обидва хрести одночасно.
- Медаль «За зимову кампанію на Сході 1941/42» (25 серпня 1942) — як оберст-лейтенант (підполковник) генштабу і оберквартирмейстер 17-ї армії.
- Німецький хрест в сріблі (30 листопада 1942)
- Командор ордена Корони Румунії (17 квітня 1943)
- Залізний хрест 1-го класу (13 вересня 1943)
- Штурмовий піхотний знак в сріблі (22 липня 1944)
- Почесна застібка на орденську стрічку для Сухопутних військ (25 серпня 1944)
- Нагрудний знак ближнього бою в бронзі
- Орден Білої Троянди (Фінляндія)